# Copa del Príncipe de voleibol 2020
La Copa del Príncipe es una competición que se disputa en el voleibol a lo largo de dos días en una misma sede. La competición se lleva disputando durante varios años, siendo esta la XIII edición. En esta ocasión, el pabellón municipal de O Conco (Dumbría, España) acogió un torneo cuya organización corrió a cargo del Club Voleibol Dumbría y donde salió campeón el FC Barcelona Voleibol consiguiendo así su segunda corona de plata.

## Sistema de competición
La primera fase se lleva a cabo durante la primera ronda de la liga regular o Superliga 2. Los 2 equipos con mayor número de puntos de cada grupo de la división se clasifican de forma  directa. El organizador suele disputar dicha competición por méritos deportivos, aunque si no fuera así el peor segundo se quedaría fuera.
Una vez dentro, los equipos juegan un torneo con formato de "Final Four" con semifinales y final. En las semifinales se enfrentan los primeros contra los segundos del otro grupo. Los finalistas se dan cita al día siguiente para conocer quién será el vencedor y por lo tanto el campeón de la competición oficial.

## Equipos participantes
Organizador:
· Club Voleibol Dumbría
Equipos de esta edición:
· Club Voleibol Boiro
· FC Barcelona Voleibol
· Tarragona SPiSP

## Cuadro de la Copa
|  | Semifinales | Semifinales           | Semifinales | Semifinales     | Semifinales | Semifinales | Semifinales |    |                       | Final | Final | Final | Final | Final | Final | Final |  |
|  |             |                       |             |                 |             |             |             |    |                       |       |       |       |       |       |       |       |  |
|  |             |                       |             |                 |             |             |             |    |                       |       |       |       |       |       |       |       |  |
|  | 1           | Club Voleibol Boiro   | 25          | 16              | 22          | 27          |             |    |                       |       |       |       |       |       |       |       |  |
|  | 1           | Club Voleibol Boiro   | 25          | 16              | 22          | 27          |             |    |                       |       |       |       |       |       |       |       |  |
|  | 3           | FC Barcelona Voleibol | 20          | 25              | 25          | 29          |             |    |                       |       |       |       |       |       |       |       |  |
|  | 3           | FC Barcelona Voleibol | 20          | 25              | 25          | 29          |             | 3  | FC Barcelona Voleibol | 25    | 25    | 25    |       |       |       |       |  |
|  |             |                       |             |                 |             |             |             | 3  | FC Barcelona Voleibol | 25    | 25    | 25    |       |       |       |       |  |
|  |             |                       | 0           | Tarragona SPiSP | 16          | 23          | 19          |    |                       |       |       |       |       |       |       |       |  |
|  | 1           | Club Voleibol Dumbría | 0           | Tarragona SPiSP | 16          | 23          | 19          | 25 | 21                    | 24    | 17    |       |       |       |       |       |  |
|  | 1           | Club Voleibol Dumbría |             |                 |             |             |             | 25 | 21                    | 24    | 17    |       |       |       |       |       |  |
|  | 3           | Tarragona SPiSP       | 20          | 25              | 26          | 25          |             |    |                       |       |       |       |       |       |       |       |  |
|  | 3           | Tarragona SPiSP       | 20          | 25              | 26          | 25          |             |    |                       |       |       |       |       |       |       |       |  |
|  |             |                       |             |                 |             |             |             |    |                       |       |       |       |       |       |       |       |  |

| Predecesor: Copa del Príncipe 2019 Badajoz | 'Copa del Príncipe 2020' Dumbría | Sucesor: Copa del Príncipe 2021 San Sadurniño |